# Soundaraj Periyanayagam

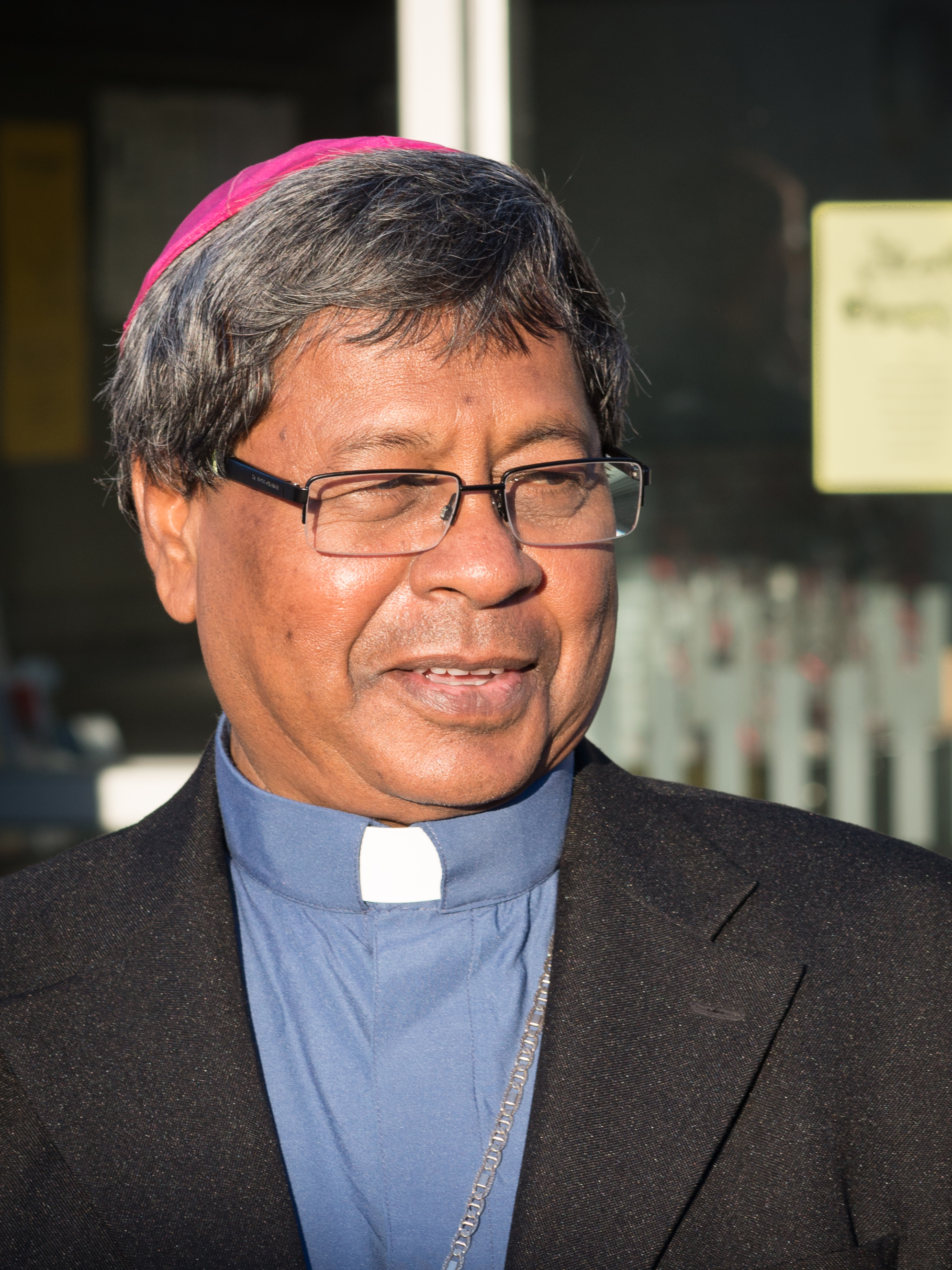
Bischof Soundaraj Periyanayagam (2014)

Soundaraj Periyanayagam SDB (* 6. Juni 1949 in Periya Kolappalur, Indien; † 21. März 2020 in Chetpet, Tamil Nadu) war ein indischer Ordensgeistlicher und römisch-katholischer Bischof von Vellore.

## Leben
Soundaraj Periyanayagam trat in die Ordensgemeinschaft der Salesianer Don Boscos ein und empfing am 25. Juni 1983 das Sakrament der Priesterweihe. 
Am 11. Juli 2006 ernannte ihn Papst Benedikt XVI. zum Bischof von Vellore. Der Bischof von Madras-Mylapore, Malayappan Chinnappa SDB, spendete ihm am 24. August desselben Jahres die Bischofsweihe; Mitkonsekratoren waren der Bischof von Pondicherry und Cuddalore, Antony Anandarayar, und der Bischof von Coimbatore, Thomas Aquinas Lephonse.